# Cantonul Saint-Pierre-Église
Cantonul Saint-Pierre-Église este un canton din arondismentul Cherbourg-Octeville, departamentul Manche, regiunea Basse-Normandie, Franța.

## Comune
| Comune              | Populație (1999) | Cod poștal | Cod INSEE |
| ------------------- | ---------------- | ---------- | --------- |
| Brillevast          | ...              | 50330      | 50086     |
| Canteloup           | ...              | 50330      | 50096     |
| Carneville          | ...              | 50330      | 50101     |
| Clitourps           | ...              | 50330      | 50135     |
| Cosqueville         | ...              | 50330      | 50142     |
| Fermanville         | ...              | 50840      | 50178     |
| Gatteville-le-Phare | ...              | 50760      | 50196     |
| Gonneville          | ...              | 50330      | 50209     |
| Gouberville         | ...              | 50330      | 50211     |
| Maupertus-sur-Mer   | ...              | 50330      | 50296     |
| Néville-sur-Mer     | ...              | 50330      | 50375     |
| Réthoville          | ...              | 50330      | 50432     |
| Saint-Pierre-Église | ...              | 50330      | 50539     |
| Le Theil            | ...              | 50330      | 50595     |
| Théville            | ...              | 50330      | 50596     |
| Tocqueville         | ...              | 50330      | 50598     |
| Varouville          | ...              | 50330      | 50618     |
| Le Vast             | ...              | 50630      | 50619     |